# Seaview (stade)
 (juillet 2021).
Si vous disposez d'ouvrages ou d'articles de référence ou si vous connaissez des sites web de qualité traitant du thème abordé ici, merci de compléter l'article en donnant les références utiles à sa vérifiabilité et en les liant à la section « Notes et références ».
Pour les articles homonymes, voir Seaview (homonymie).
Seaview est un stade de football à Belfast en Irlande du Nord. Sa capacité actuelle est de 3 383 places assises. L'équipe qui utilise ce stade est le Crusaders Football Club depuis 1921 qui joue dans le Championnat d'Irlande du Nord de football.
Le Seaview a fait l'objet d'un réaménagement considérable au cours des dernières saisons, avec l'installation de nouveaux vestiaires, de nouveaux abris pour les joueurs et de nouveaux sièges en tribune principale. Trois nouvelles tribunes à chaque extrémité du terrain et sur son côté sud ont été ouvertes en juillet 2011 pour remplacer les anciens gradins.

## Localisation et accès
Le Seaview a été inauguré en 1921 pour accueillir le Crusaders Football Club. Il est situé sur la Shore Road, à environ 1,5 km au nord du centre-ville de Belfast. Le terrain est flanqué de la Shore Road derrière un but et de la ligne de chemin de fer Belfast-Larne derrière l'autre. L'entrée principale du terrain se trouve sur St Vincent Street, tandis que le côté opposé du terrain donne sur une cour d'entrepôt de marchandises depuis une rue latérale de Shore Road.

## Tribunes

### St Vincent Street stand
L'entrée principale du Seaview se fait par son côté St Vincent Street et se compose de deux structures distinctes, les bureaux et le club social du club et une tribune couverte (partiellement non couverte) qui a été convertie d'une terrasse en une tribune assise en juillet 2011 et a été officiellement ouverte le jour de la visite du Fulham FC pour un match de l'Ligue Europa.
La tribune, partiellement couverte, s'étend sur la moitié de la longueur du terrain à partir de l'angle Shore Road/St Vincent Street et a été convertie en juin 2011 d'une terrasse en une tribune entièrement assise pour 1 100 spectateurs. On peut accéder à la tribune par deux nouveaux tourniquets sur Shore Road ou par des entrées sur St Vincent Street, situées de chaque côté du club social.
Les bureaux du club à deux niveaux et le club social ont été ouverts en 1970 après qu'un incendie ait détruit les bureaux précédents du club deux ans plus tôt. L'entrée principale du rez-de-chaussée se trouve sur St Vincent Street et mène directement au bar des membres du club, qui dispose d'une télévision à grand écran et de machines à fruits. Le reste du rez-de-chaussée est utilisé pour les bureaux et la salle du conseil d'administration du club, où se trouvaient auparavant les vestiaires.
Le premier étage est en grande partie constitué de la salle de réception principale du club, qui dispose de deux bars, d'une piste de danse et d'un grand écran de télévision et sert également des repas les jours de match.
En 2015, le club a soumis des plans pour la construction d'une nouvelle tribune de 1 246 places, avec des bureaux, des vestiaires et un parking.

### Main stand
La tribune principale, située du côté opposé aux bureaux du club, est une structure à un seul niveau, couvrant la moitié de la longueur du terrain, à cheval sur la ligne médiane. Il y a également une petite section de terrasse ouverte d'un côté et un petit espace d'accès avec des portes et deux entrées de l'autre côté. Les entrées sont rarement, voire jamais, utilisées et l'accès se fait normalement par la rue St Vincent, via l'extrémité ferroviaire du terrain.
La tribune principale d'origine a été construite au début des années 1950 et était flanquée de terrasses ouvertes des deux côtés, mais la tribune et les terrasses d'un côté ont été démolies au début des années 1970 pour laisser la place à l'actuelle tribune surélevée à un seul niveau. À l'origine, la tribune était équipée de bancs jusqu'au début du XXIe siècle, lorsqu'une section a été aménagée avec des sièges en plastique rouge avec la lettre C écrite en blanc. Cela semblait être le début d'un plan visant à aménager toute la tribune dans le même style avec le mot "Crues", mais des problèmes financiers ont bloqué le réaménagement, la section terminée étant transformée en enceinte familiale. La totalité de la tribune a été convertie en sièges rouges en 2009, et la tribune porte désormais le nom du sponsor du terrain, TAL, en blanc. Bien que la tribune ne comporte qu'un seul niveau, elle est surélevée par rapport au sol et on y accède par deux escaliers à chaque extrémité, tandis qu'un troisième escalier au milieu est fermé les jours de match. Ceci est dû au fait que le hall inférieur a été réaménagé en 2009 en zone technique et que de nouveaux vestiaires ont été construits dans l'espace situé sous les tribunes. La tribune peut accueillir 850 spectateurs. Une petite section de la terrasse ouverte, qui peut accueillir cinquante spectateurs, date de l'aménagement initial du terrain dans les années 1940. Une petite boutique du club s'y trouve également.

### Railway End
Le Railway End est appelé ainsi parce qu'il est directement adossé à la ligne de chemin de fer Belfast-Larne.
La petite terrasse non couverte a été aménagée au début des années 1950, mais la nécessité de l'aménager a été mise en évidence au milieu des années 2000 lorsque le mur extérieur du périmètre s'est partiellement effondré lors d'une tempête. Un petit salon d'observation surélevé pour les VIP et les invités du club, avec un petit magasin situé en dessous, se trouvait autrefois au bout de la terrasse, mais il a été démoli en mai 2011 dans le cadre d'un réaménagement majeur du terrain qui a vu l'érection d'une nouvelle tribune de 650 places assises. De nouveaux tourniquets ont également été mis en place depuis l'entrée de la rue St Vincent et une section pour handicapés a été ajoutée. Celle-ci a également été ouverte le soir du match contre Fulham. Un kiosque de restauration est régulièrement installé dans le hall devant la tribune.

### Shore Road End
Comme le Railway End, le Shore Road End est resté pendant plus d'un demi-siècle une terrasse ouverte peu profonde qui, pour des raisons de sécurité, a été réduite à une capacité de quelques centaines de personnes. Cette extrémité avait elle aussi grand besoin d'être réaménagée et a été convertie en une toute nouvelle tribune dans le cadre du réaménagement du terrain. La nouvelle tribune couverte a également été ouverte pour le match contre Fulham, accueillant 633 spectateurs dont huit places pour handicapés.